# WTA Curitiba
Das WTA Curitiba (offiziell Bancesa Classic) war ein Tennisturnier der WTA Tour, das in der brasilianischen Stadt Curitiba ausgetragen wurde.

## Siegerliste

### Einzel
| Jahr                   | Siegerin    | Finalgegnerin   | Ergebnis |
| ---------------------- | ----------- | --------------- | -------- |
| ↓ Kategorie: Tier IV ↓ |             |                 |          |
| 1993                   | Sabine Hack | Florencia Labat | 6:2, 6:0 |

### Doppel
| Jahr                   | Siegerinnen                   | Finalgegnerinnen                  | Ergebnis  |
| ---------------------- | ----------------------------- | --------------------------------- | --------- |
| ↓ Kategorie: Tier IV ↓ |                               |                                   |           |
| 1993                   | Sabine Hack Veronika Martinek | Claudia Chabalgoity Andrea Vieira | 6:2, 7:64 |